# HD 88323
HD 88323，又名CP-65 1248，SAO 250836、HR 3995，是一颗恒星，视星等为5.28，位于銀經287.29，銀緯-8.02，其B1900.0坐标为赤經10h 5m 55.3s，赤緯-65° -8.02′ 32″。